# Jadeit

Jadeit je monoklinski alkalni piroksenski mineral kemijske formule NaAl[Si2O6]. Ima veliku specifičnu gustoću, 3.4. Jadeit čini seriju čvrstih otopina s drugim piroksenskim krajnjim članovima, kao što su augit i diopsid (kalcijski i magnezijski krajnji član), aegirin (natrijsko-željezoviti krajnji član) i kozmoklor (krom-natrijski krajnji član). Pirokseni bogati i jadeitnom i augitnom komponentom poznati su pod nazivom omfacit. 

## Postanak i nalazišta
Jadeit nastaje u metamorfnim stijenama pod visokim tlakom i pri relativno niskim temperaturama. Albit (NaAlSi3O8) je čest mineral unutar Zemljine kore i ima specifičnu gustoću 2,6, mnogo manju od jadeita, no povećanjem tlaka albitna kemijska struktura se lomi i nastaje zajednica jadeita i kvarca (SiO2). 
Stijene koje se gotovo u potpunosti sastoje od minerala jadeita nazivamo žadeititima. U svim dobro poznatim nalazištima žadeitit je nastao iz fluida unutar subdukcijskih zona, u zajednici sa serpentinima. Jadeit je otporan na trošenje, a žadeititni šljunak nastaje u serpentinima bogatim okolišima.
Osim sa serpentinima i kvarcom, jadeit također dolazi u zajednici s glaukofanom, lawsonitom i muskovitom.
Boja jadeita varira od bijele, preko blijedo zelene do duboko zelene boje, ali može biti i plavozelenih nijasni (kao nedavno otkriveni olmečko-plavi žad), boje lavande te još mnogih rijetkih nijansi. Boja obično ovisi o prisutnosti elemenata u tragovima, kao što su krom i željezo. Providnost mu može varirati od potpuno prozirnih do potpuno opákih primjeraka. Varijacije u boji i prozirnosti mogu biti prisutne čak i na jednom te istom uzorku. Trenutno najpoznatiji izvori jadeita koji se koristi kao drago kamenje jesu Kalifornija, Mjanma, Novi Zeland te odnedavno Gvatemala; ostali lokaliteti su još u Kazahstanu, Rusiji, Britanskoj Kolumbiji, na Aljaski te u Turkmenistanu.

## Žad
Jadeit je jedan od dva minerala koje nazivamo žadom. Drugi je njegov amfibolski par nefrit. Žad se nekad upotrebljavao za izradu oružja i oruđa. Najcjenjeniji je žad tamnozelenih nijansi, sastavljen od vlaknastih i prutićastih agregata minerala jadeita, iako je u Kini tradicionalno vrlo vrijedan bijeli žadeit, gdje je bio cjenjeniji od plemenitih metala. Trenutno je najpopularniji "carsko zeleni žad", a obilježava ga smaragdno zelena boja te visok stupanj prozračnosti. 
Druge nijanse, kao kod "olmečko plavog" žada, kojeg obilježavaju tamnoplava boja, prozračnost i bijele mrlje, također postaju sve cjenjenije na tržištu. Upravo "olmečko plavi" žad posebno se ističe zbog svoje jedinstvene ljepote, ali iz zbog povijesne upotrebe u srednjoameričkim civilizacijama (Olmeci). Također, taj je varijetet tek nedavno otkriven na Guatemali, vrlo je rijedak i malo se o njemu zna, što mu još više daje na cijeni.
Pri kupovini žada, kvaliteta se određuje stupnjem translucencije, čistoće i jasnoće boje. Ponekad se drugi minerali, kao npr. serpentin ili kvarc, prodaju pod imenom žad, ali razlika se uvijek može utvrditi prema tvrdoći (6.5 kod jadeita) i kalavosti (koja je kod jadeita dobra, ali se rijetko zapaža).